# ماتیلد کومون
ماتیلد کومون (فرانسوی: Mathilde Comont‎؛ ‏ ۹ سپتامبر ۱۸۸۶ – ۲۱ ژوئن ۱۹۳۸) بازیگر اهل فرانسه بود.
از فیلم‌ها یا برنامه‌های تلویزیونی که وی در آنها نقش داشته‌است می‌توان به هارد اومبره، افتخار دیگر ارزشی ندارد، عشق، عجوزه‌ها، دزد بغداد، آنتونی ادورس، عشق، و رزیتا اشاره کرد.